# Антонова, Галина Николаевна
Гали́на Никола́евна Анто́нова (3 мая 1933, с. Трофимовка, Нижне-Волжский край — 5 июля 1997, Тамбов) — российский литературовед, доктор филологических наук
(1994), с 1995 года — профессор СГУ имени Н. Г. Чернышевского.

## Биография
В 1954 году с отличием окончила филологический факультет СГУ им. Н. Г. Чернышевского и поступила в аспирантуру, которую окончила в 1957 году. В 1965 году защитила кандидатскую диссертацию «Проблема „лишнего человека“ в творчестве И. С. Тургенева 1840—1850-х гг.» (СГУ им. Н. Г. Чернышевского, научный руководитель А. П. Скафтымов). Г. Н. Антонова была последней аспиранткой Скафтымова и сохранила на всю жизнь память о своём учителе, пропагандируя его труды среди студенческого и научного сообщества, подготавливая публикации и републикации его работ.
В 1994 году в спецсовете Уральского государственного университета им. А. М. Горького защитила докторскую диссертацию «А. И. Герцен и русская критика 1850—1860-х гг.: проблемы художественно-философской прозы».
С 1966 года Галина Николаевна работала на кафедре истории русской литературы и фольклора СГУ: сначала как ассистент, с 1968 года — старший преподаватель, с 1972 года — доцент, а с 1995 года — профессор.

## Научная и преподавательская деятельность
Научные интересы Г. Н. Антоновой оформились под влиянием необыкновенно интересных заседаний филологического отделения Научного студенческого общества СГУ им. Н. Г. Чернышевского, которые проходили под руководством А. П. Скафтымова и Ю. Г. Оксмана. И, конечно же, в рамках просеминаров факультета и спецсеминара профессора А. П. Скафтымова. Особое место в научной деятельности Г. Н. Антоновой занимала текстологическая, источниковедческая и комментаторская работы. Первым опытом научного комментирования исследователя Антоновой стала работа над воспоминаниями в двухтомнике «Н. Г. Чернышевский в воспоминаниях современников» (Саратов, 1958—1959, редактор Ю. Г. Оксман). Затем Г. Н. Антонова принимала участие в подготовке научного аппарата и текстов Собраний сочинений А. И. Герцена в 30 томах, М. Е. Салтыкова-Щедрина в 20 томах, Полного собрания сочинений и писем И. С. Тургенева в 28 томах и, так называемых, спутников издания — «Тургеневских сборниках» (1968 и 1969). Как текстолог, источниковед и комментатор она прошла блестящую школу А. П. Скафтымова, Ю. Г. Оксмана, С. А. Макашина, М. П. Алексеева, Н. В. Измайлова и других ученых.
 В сфере научных интересов Г. Н. Антоновой:
- История русской литературы XIX—XX веков;
- История русской литературной критики XVIII—XIX веков;
- История русской поэзии XIX века;
- Проблемы и вопросы творчества Н. Г. Чернышевского,И. С. Тургенева, Ф. М. Достоевского, М. Е. Салтыкова-Щедрина, А. И. Герцена;
- Литературно-критическая деятельность Н. Н. Страхова, Ап. Григорьева, А. В. Дружинина;
- Русская философия XIX—XX веков;
- Русская проза 1840—1860-х гг.;
- Русская религиозная философская мысль рубежа XIX—XX веков.

В разные годы Галина Николаевна Антонова читала курсы лекций по истории русской литературы XIX века, специальные курсы «А. И. Герцен — литературный критик», «Проза А. И. Герцена», «Ф. М. Достоевский и современность», «Ф. М. Достоевский и художественно-философская проза XIX в.», «Проблемы жизни и творчества И. С. Тургенева». Под её руководством на филологическом факультете СГУ им. Н. Г. Чернышевского работал спецсеминар «Проблемы жизни и творчества Ф. М. Достоевского».
Антонова Г. Н. — автор главы учебника «История русской литературы XIX века. 1840—1860-е годы», адресованного студентам высших учебных заведений РФ, монографии, посвящённой творчеству А. И. Герцена. Она входила в состав редколлегии и участвовала как редактор в подготовке сборников «Н. Г. Чернышевский. Статьи, исследования и материалы», «Скафтымовские чтения», «Русский гений: к 175-летию со дня рождения Ф. М. Достоевского» и др.
В 1980-е годы руководила архивной практикой студентов, а в 1990-е годы вела аспирантский семинар литературоведческих кафедр филологического факультета СГУ им. Н. Г. Чернышевского.

## Культурно-просветительская деятельность
Галина Николаевна Антонова выступала с лекциями и беседами в саратовских школах, библиотеках, музеях, театрах, заседаниях саратовского отделения Философского общества.